# EHang
EHang, Guangzhou EHang Intelligent Technology Co. Ltd (vorher: Beijing Yi-Hang Creation Science & Technology Co., Ltd.; Chinesisch: 北京亿航创世科技有限公司, kurz 亿航) ist die Vermarktungsbezeichnung eines chinesischen Herstellers für eine Reihe von eVTOLs, d. h. elektrisch angetriebenen Luftfahrzeugen, die senkrecht starten und landen können. Derzeit werden in China ferngesteuerte EHang-Fluggeräte bereits für Luftbildarbeiten, Fotografie und Vermessungsaufgaben eingesetzt. Seit 2016 entwickelt das in Guangzhou sitzende Unternehmen auch Drohnen, die in der Lage sind, Passagiere zu transportieren (autonome Flugtaxis).

## Geschichte
EHang 184 wurde 2016 auf der Consumer Electronics Show vorgestellt und ist die weltweit erste Passagierdrohne. Das Unternehmen kündigte im Jahr 2017 Pläne für die Dubai Roads and Transport Authority an, ab Sommer 2017 einen autonomen Flugtaxi-Service zu starten. Es gab jedoch bis November 2017 keine Neuigkeiten über eine solche Einführung. Das Unternehmen war auch an einem Projekt des Nevada Institute for Autonomous Systems (Nevada-Institut für autonome Systeme) beteiligt, bei dem an einem Drohnentaxi gearbeitet wurde. Ziel war es, mit der Drohne EHang 184 einen Einzelpassagier für bis zu 23 Minuten zu transportieren. Im November 2018 wurde ein Abkommen mit der Stadt Lyon, Frankreich, geschlossen, um dort ein Forschungszentrum zu eröffnen. Zur gleichen Zeit wurde eine Zusammenarbeit mit dem österreichischen Luft- und Raumfahrtkonzern FACC vereinbart, um die Entwicklung, Zertifizierung und Produktion für EHang auch in Europa weiter voranzubringen. Seit 12. Dezember 2019 ist EHang mit dem Kürzel EH bei der NASDAQ börsennotiert. Am 18. März 2020 vereinbarte EHang mit der spanischen Stadt Llíria eine strategische Partnerschaft. Eine urbane Luftmobilitätslösung soll entwickelt werden. Der Tourismus wird dabei ebenso mit einbezogen wie Logistiklieferungen. Der Stadtrat und EHang werden auch mit der Spanish Aviation Safety and Security Agency (Spanische Agentur für Flugsicherheit) zusammen arbeiten. Llíria ist bereits die zweite Stadt in Spanien, mit der EHang ein Abkommen abschließt.
Die Stadt Hezhou in der Provinz Guangxi, China, hat im Februar 2020 erstmals den EHang 216 zur Bekämpfung und Vorbeugung der Corona-Pandemie verwendet. Als Probeflug wurde ein medizinisches Notfallpaket über die Entfernung von 4 km zu einem Krankenhaus gebracht. Sowohl Hin- als auch Rückflug erfolgten ohne Pilot und unbemannt mit autonomer Steuerung.
In Spanien und Lateinamerika hat EHang mit Globalvia 2021 eine Partnerschaft vereinbart.

## Unbemannte Luftfahrzeuge

### Ghost / Ghost 2.0
Ghost ist ein Quadrokopter, der von EHang in einem typischen Quadrotor-Layout mit einem Paar Kufen als Fahrwerk entwickelt wurde. Anders als bei den meisten anderen Multirotoren sitzen die Rotoren unterhalb und nicht oberhalb der Arm-Spitzen. Ghost ist hauptsächlich für Luftbildmissionen gedacht und wird von einem Smartphone gesteuert. Der vollständige Name des Gerätes lautet Ghost Intelligent Aerial Robot.
Technische Daten
| Kenngröße             | Daten                        |
| --------------------- | ---------------------------- |
| Länge                 | 0,36 m                       |
| Breite                | 0,35 m                       |
| Masse                 | 0,68 kg                      |
| Höchstgeschwindigkeit | 60 km/h                      |
| Reichweite            | 16 km                        |
| max. Flugdauer        | 8 – 13 Min                   |
| Antrieb               | 4 Elektromotoren 4 Propeller |

### Hexacopter
EHang Hexacopter ist ein neues UAV, das von EHang entwickelt wurde und noch nicht benannt wurde. Dieser Hexakopters wurde im August 2014 auf der TechCrunch in Peking der erstmals Öffentlichkeit vorgestellt. Der noch zu benennende Hexacopter besteht aus einem kohlenstofffaserverstärktem Kunststoff mit einem Paar Kufen als Fahrwerk. Die Arme dieses Hexakopters sind gekrümmt, im Gegensatz zu den geraden Armen der meisten Multi-Rotoren, die derzeit auf dem Markt sind. Er wird über ein Laptop gesteuert.
Technische Daten
| Kenngröße      | Daten                         |
| -------------- | ----------------------------- |
| Reichweite     | 5 km                          |
| max. Flugdauer | 30 – 40 Min                   |
| Antrieb        | 6 Elektromotoren, 6 Propeller |

## Flugtaxis

### EHang 184
Die EHang 184 ist ein autonomes Flugtaxi, das eine Geschwindigkeit von über 100 km/h erreichen kann. EHang teilte mit, dass es im Jahr 2015 damit begonnen habe, Passagiere zu befördern. Bevor im Februar 2018 Filmmaterial veröffentlicht wurde, wurden in drei Jahren mehr als 1000 Testflüge durchgeführt, einschließlich einiger unter schwierigen Bedingungen, bei Sturmwind, bei schlechter Sicht, in der Nacht, 300 m über dem Boden und mit Dummies.
Die Drohne hat acht Propeller an vier Armen. Bis Juli 2018 wurden 30 – 40 Einsitzer vom Typ EHang 184 gebaut.
Technische Daten
| Kenngröße             | Daten                                                               |
| --------------------- | ------------------------------------------------------------------- |
| Besatzung             | 0, selbststeuernd                                                   |
| Passagiere            | 1                                                                   |
| Länge                 | 6,87 m                                                              |
| Breite                | 6,90 m                                                              |
| Höhe                  | 1,45 m                                                              |
| Leermasse             | 200 kg                                                              |
| Nutzlast              | 100 kg                                                              |
| Reisegeschwindigkeit  | 100 km/h                                                            |
| Höchstgeschwindigkeit | 130 km/h                                                            |
| Reichweite            | 16 km                                                               |
| max. Flugdauer        | 23 Min                                                              |
| Antrieb               | 8 Elektromotoren max. 106 kW, 8 Propeller, je 2 koaxial gegenläufig |

### EHang 216
Der 216 ist ein Zweisitzer mit 16 Propellern, er hat im Juli 2018 über 1000 bemannte Flüge absolviert und seine maximale geflogene Strecke war 8,8 km (5,5 Meilen). Anfang April 2019 wurde ein EHang 216 in einem Fußballstadion in Wien für kurze Probeflüge vorgestellt. Der erste (noch unbemannte) Testflug in den USA (in Raleigh, North Carolina) fand am 8. Januar 2020 statt. Er hatte eine Sonderfluggenehmigung der Federal Aviation Administration (FAA). Im Oktober 2018 genehmigte die CAAC den ersten Passagierbetrieb an bestimmten Standorten. Im Januar 2020 gab die CAAC bekannt, dass EHang eines von fünf chinesischen Unternehmen ist, die daran beteiligt sind, Vorschriften für städtische Lufttaxis („Leitlinien zur Zertifizierung der Lufttüchtigkeit von UAV auf der Grundlage des operationellen Risikos“) zu entwickeln. Im März 2020 erteilte die norwegische Zivilluftfahrtbehörde für den EHang 216 eine vorläufige Betriebsgenehmigung. Es ist die erste Zulassung dieser Art in Europa.
Der EHang 216 erhielt die Genehmigung für Testflüge in Québec, Kanada.

#### Technische Daten
| Kenngröße             | Daten                                                     |
| --------------------- | --------------------------------------------------------- |
| Besatzung             | 0, selbststeuernd                                         |
| Passagiere            | 2                                                         |
| Länge                 | 5,61 m                                                    |
| Höhe                  | 1,76 m                                                    |
| Leermasse             | 360 kg                                                    |
| Nutzlast              | 260 kg                                                    |
| Reisegeschwindigkeit  | 100 km/h                                                  |
| Höchstgeschwindigkeit | 130 km/h                                                  |
| Reichweite            | 35 km                                                     |
| max. Flugdauer        | 21 Min                                                    |
| Antrieb               | 16 Elektromotoren, 16 Propeller, je 2 koaxial gegenläufig |

#### Brandbekämpfung aus der Luft
Mit dem EHang 216F lassen sich jetzt auch Brände, insbesondere in Hochhäusern, aus der Luft bekämpfen. EHang stellt eine neue Lösung vor. Die maximale Flughöhe beträgt 600 m, bis zu 150 l Feuerlöschschaum können mitgeführt werden. Der Brand wird mit einer Kamera selbstständig lokalisiert.